# Andrena fuscosa
Andrena fuscosa är en biart som beskrevs av Wilhelm Ferdinand Erichson 1835. Andrena fuscosa ingår i släktet sandbin, och familjen grävbin. Inga underarter finns listade i Catalogue of Life.

## Bildgalleri

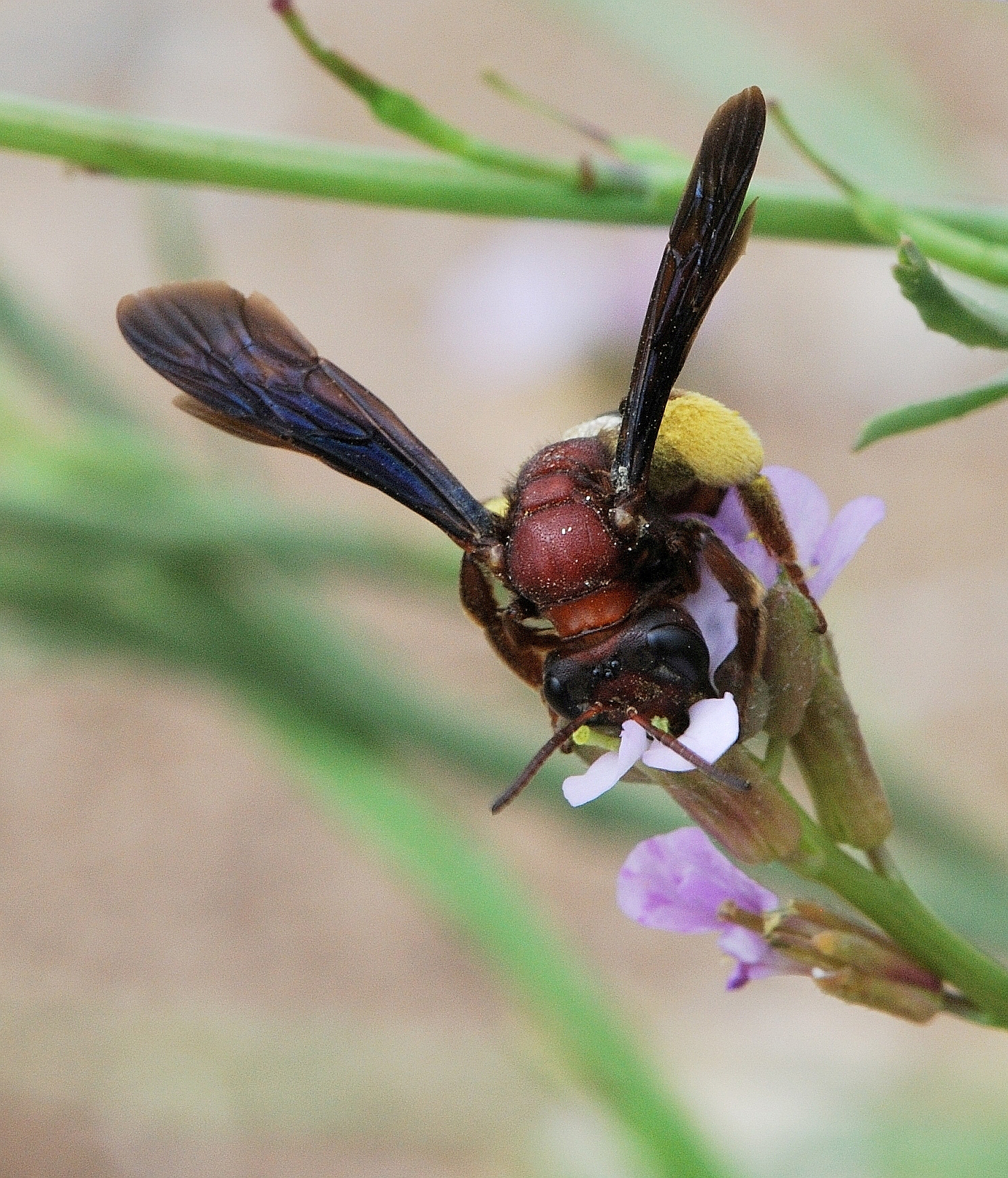
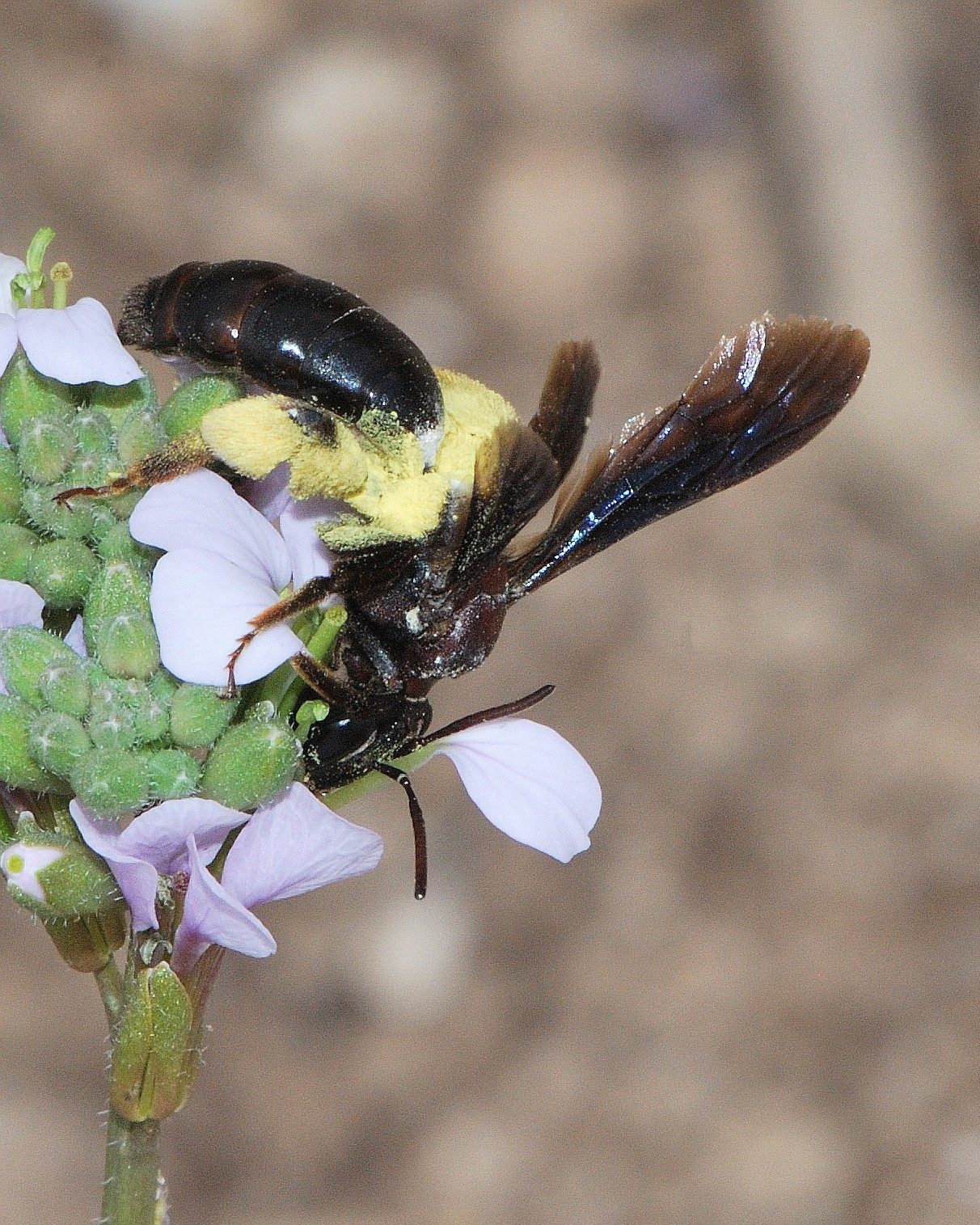